# New Day Rising
New Day Rising är det tredje studioalbumet av den amerikanska gruppen Hüsker Dü. Det lanserades 1985 på SST Records.
Liksom flera av gruppens album blev detta ingen större kommersiell framgång, men fick bra kritik och har setts som inflytelserikt på framtida alternativ rock. Albumet röstades fram till plats 8 i The Village Voices Pazz & Jop-lista 1985. Albumet återfinns också på plats 488 i magasinet Rolling Stones lista The 500 Greatest Albums of All Time.

## Låtlista
1. "New Day Rising" - 2:31
2. "Girl Who Lives on Heaven Hill" - 3:03
3. "I Apologize" - 3:40
4. "Folk Lore" - 1:34
5. "If I Told You" - 2:05
6. "Celebrated Summer" - 3:59
7. "Perfect Example" - 3:16
8. "Terms of Psychic Warfare" - 2:17
9. "59 Times the Pain" - 3:18
10. "Powerline" - 2:22
11. "Books About UFOs" - 2:40
12. "I Don't Know What You're Talking About" - 2:20
13. "How to Skin a Cat" - 1:52
14. "Whatcha Drinkin'" - 1:30
15. "Plans I Make" - 4:16